# Soussey-sur-Brionne
Soussey-sur-Brionne é uma comuna francesa na região administrativa da Borgonha-Franco-Condado, no departamento de Côte-d'Or. Estende-se por uma área de 14,61 km². Em 2010 a comuna tinha 163 habitantes (densidade: 11,2 hab./km²).